# Anna Westberg (författare)
Anna Westberg, född 14 september 1946 i Ovansjö, död 26 oktober 2005 i Leksand, var en svensk journalist och författare.
Westberg var journalist på Arbetaren 1970–1979, vid ABF 1970–1974, BLM 1976–1979 och Dagens Nyheter 1980–1986. Från 1986 var hon medarbetare i Aftonbladet. Tillsammans med Marie Louise Ramnefalk var hon redaktör för Kvinnornas Litteraturhistoria 1981–1983.
Westbergs debutbok Paradisets döttrar utkom år 1978 och två år senare fick hon sitt genombrott med romanen Walters hus som belönades med Svenska Dagbladets litteraturpris.

## Priser och utmärkelser
- 1980 – BMF-plaketten för Walters hus
- 1980 – Svenska Dagbladets litteraturpris
- 1987 – Gun och Olof Engqvists stipendium
- 1993 – Doblougska priset